# یوری موروز
یوری موروز (اوکراینی: Юрій Леонтійович Мороз؛ زادهٔ ۸ سپتامبر ۱۹۷۰) بازیکن فوتبال اهل اتحاد جماهیر شوروی سوسیالیستی است.
از باشگاه‌هایی که در آن بازی کرده‌است می‌توان به باشگاه فوتبال لوکوموتیو نیژنی نووگورود، باشگاه فوتبال بنی یهودا تل آویو، باشگاه فوتبال دینامو کی‌یف، باشگاه فوتبال اسپارتاک ولادی‌قفقاز، باشگاه فوتبال اوورلا اوژهورود، و باشگاه فوتبال فورسکلا پولتاوا اشاره کرد.
وی همچنین در تیم ملی فوتبال اوکراین بازی کرده‌است.